# Świercze (Rybnik)
Świercze – peryferyjana część miasta Rybnika, położona w rejonie ulicy Okulickiego, na południowy zachód od centrum Rybnika. 